# 三和台站
三和台站（日语：／ Mitsuwadai eki */?）是一個位於日本千葉縣千葉市若葉區三和台三丁目，屬於千葉都市單軌電車2號線的高架單軌電車車站。

## 歷史
- 1988年（昭和63年）3月28日：開業。
- 2009年（平成21年）3月14日：引入PASMO。

## 車站構造
此站是對向式月台2面2線的高架車站。

### 月台配置
| 月台 | 路線  | 目的地             | 備註                            |
| ---- | ----- | ------------------ | ------------------------------- |
| 1    | 2號線 | 都賀、千城台方向   |                                 |
| 2    | 2號線 | 動物公園、千葉方向 | 往千葉港方向途經千葉站直通1號線 |

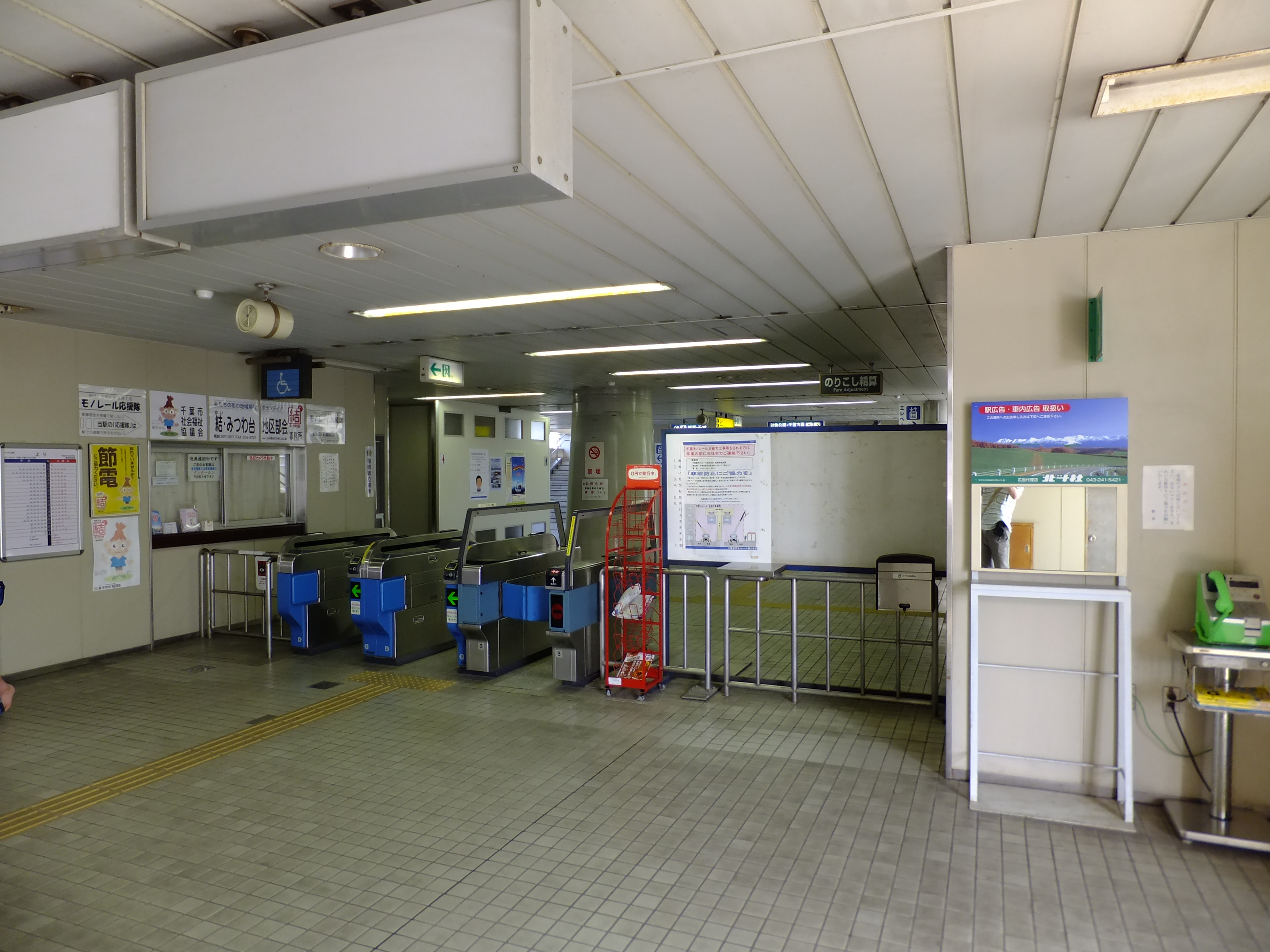
閘口（2012年5月6日）
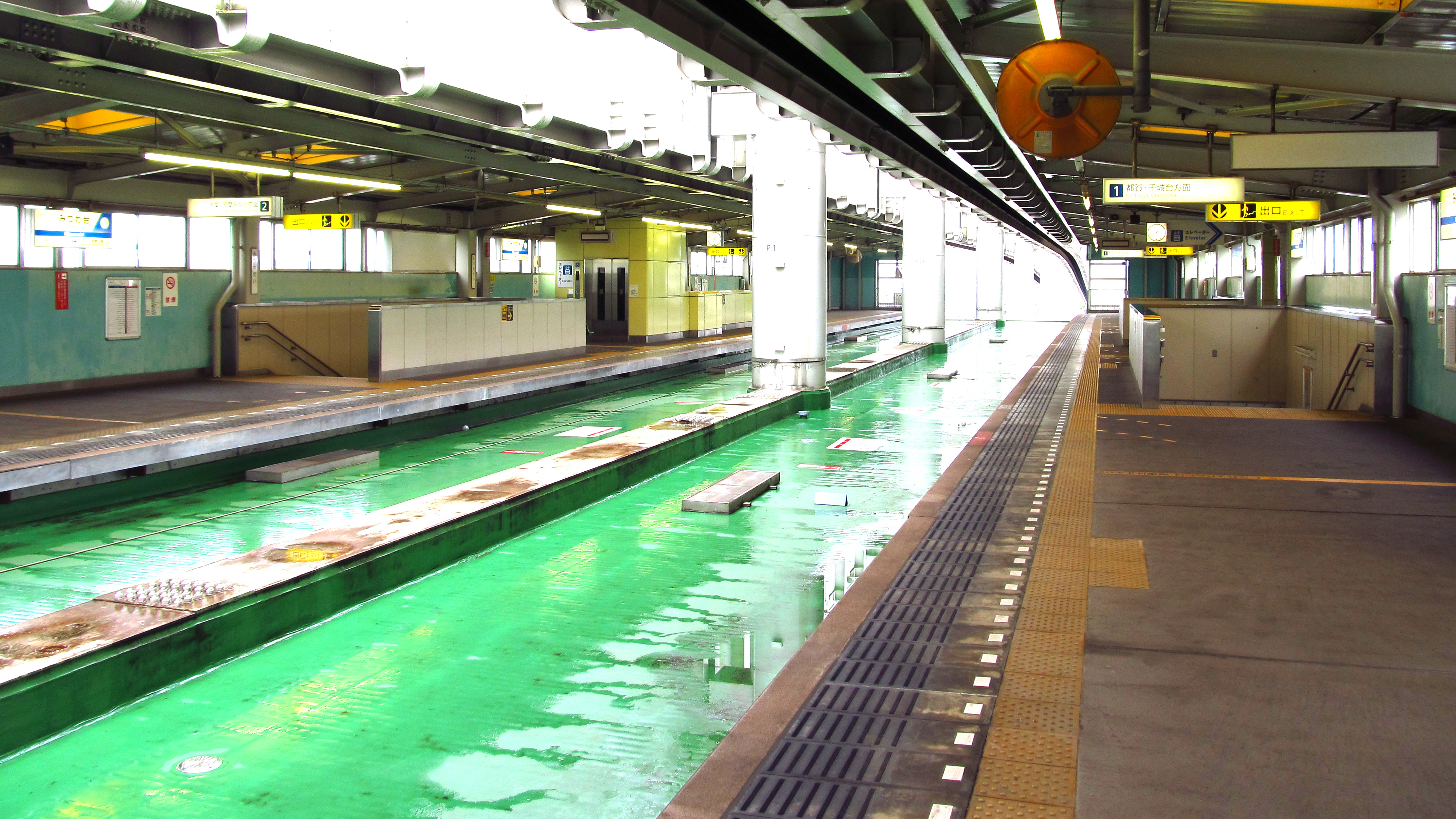
1號月台（2019年7月1日）
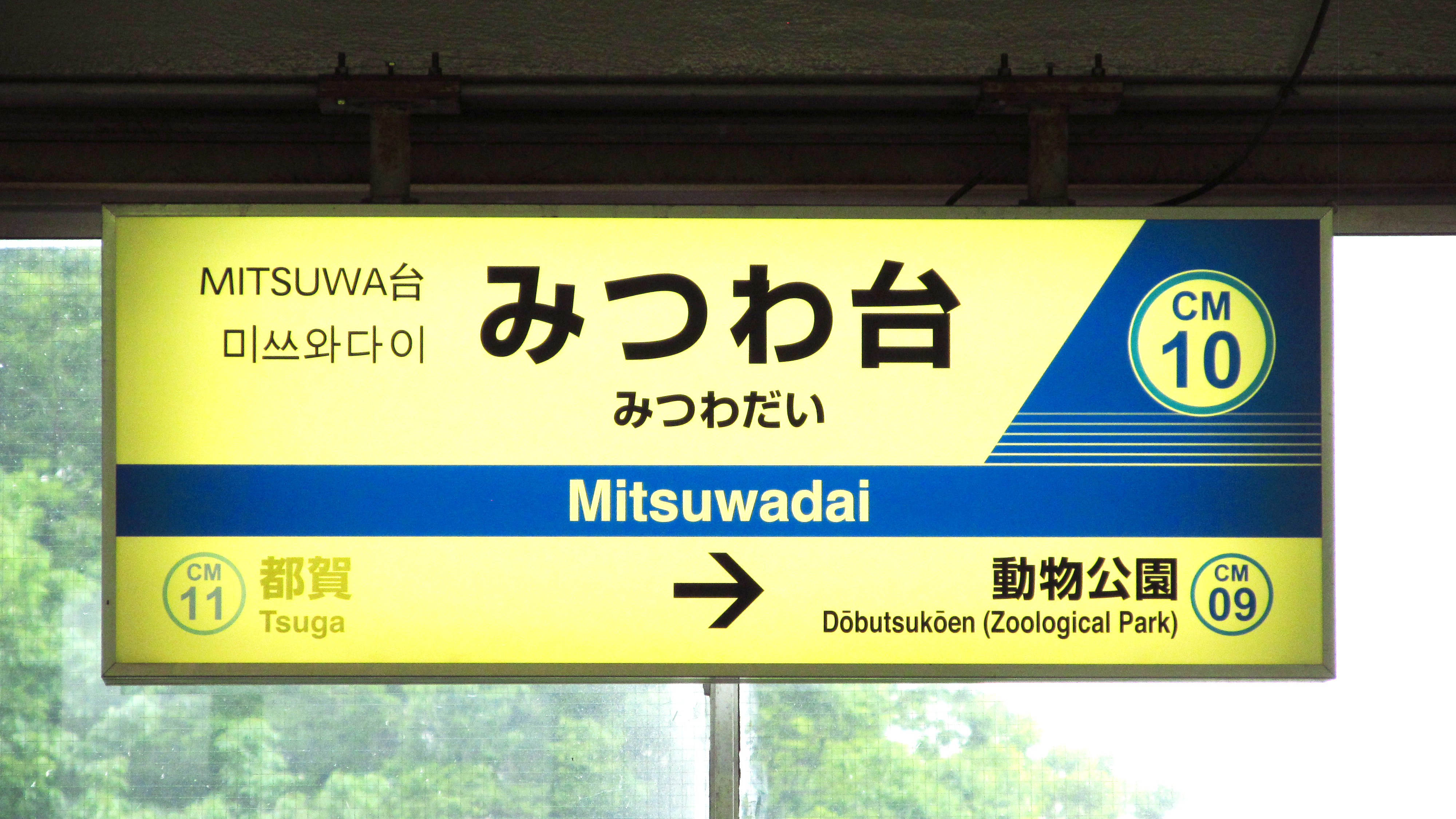
2號月台站名牌（2019年7月1日）

## 使用情況
2017年度1日平均上車人次為1,780人。千葉都市單軌電車18個車站當中排行第11位。
近年1日平均上車人次推移如下表。
| 年度   | 千葉都市單軌電車 |
| ------ | ---------------- |
| 1999年 | 1,886            |
| 2000年 | 1,875            |
| 2001年 | 1,867            |
| 2002年 | 1,869            |
| 2003年 | 1,790            |
| 2004年 | 1,770            |
| 2005年 | 1,785            |
| 2006年 | 1,771            |
| 2007年 | 1,775            |
| 2008年 | 1,750            |
| 2009年 | 1,699            |
| 2010年 | 1,679            |
| 2011年 | 1,625            |
| 2012年 | 1,671            |
| 2013年 | 1,711            |
| 2014年 | 1,672            |
| 2015年 | 1,704            |
| 2016年 | 1,752            |
| 2017年 | 1,780            |

## 相鄰車站
千葉都市單軌電車
 2號線
動物公園（CM09）－三和台（CM10）－都賀（CM11）

## 外部連結
- 千葉都市單軌電車 三和台站（页面存档备份，存于）